# Mar Galcerán
Mar Galcerán, właściwie María del Mar Galcerán Gadea (ur. 28 października 1977 w Walencji) – hiszpańska polityk i działaczka społeczna, od 2023 roku deputowana do Corts Valencianes z ramienia Partii Ludowej. Według hiszpańskiej organizacji Down España, Mar Galcerán jest pierwszą w historii Europy osobą z zespołem Downa, która zasiadała w parlamencie krajowym bądź regionalnym.

## Życiorys
Ukończyła szkolenie zawodowe z zakresu hotelarstwa i turystyki. W wieku 18 lat dołączyła do Partii Ludowej.
W 1997 roku zaczęła pełnić funkcje publiczne w Generalitat Valenciana, między innymi pracowała w kilku resortach autonomicznego rządu Wspólnoty Walenckiej. Przez 4 lata przewodziła mającej siedzibę w Walencji organizacji Asindown, która zajmuje się pomocą rodzinom z dziećmi z zespołem Downa.
W wyborach parlamentarnych w 2023 roku ubiegała się o mandat poselski do Corts Valencianes jako kandydatka Partii Ludowej; oficjalnie została deputowaną dnia 14 września tegoż roku.